# Friedrich Dülon
Friedrich Ludwig Dülon (eller Dulon, født 14. august 1767 i Oranienburg, død 7. juli 1826 i Würzburg) var en tysk fløjtevirtuos.
Dülon var blind. Han foretog lange koncertrejser og var i 1796-1800 ansat ved hoffet i Sankt Petersborg. Dülon udgav også kompositioner for fløjte. Hans selvbiografi blev udgivet i to bind ved Christoph Martin Wieland 1807-1808.